# 世界イスラム帝国
世界イスラム帝国（せかいイスラムていこく、世界イスラム国家、世界カリフ制国家、英: worldwide caliphate）は、一定のムスリム達によって提案されている、単一の統一世界政府という概念である。 具体例は、ISILの指導者アブー・バクル・アル＝バグダーディーである。2006年4月8日にパキスタンの『デイリー・タイムズ』誌が報道したところでは、首都イスラマバードにおける集会にて、イスラム過激派組織「シパエ・サハバ・パキスタン」が世界イスラム帝国の結成を呼びかけた。その始まりはパキスタンからだという。2014年にはバグダーディーが、世界イスラム帝国の建国に成功したと宣言した。
汎イスラム主義政治結社「ヒズブ・ウト・タフリール」の信条によると、全てのムスリムは世界イスラム帝国において結束すべきであって、帝国は「西洋に挑戦し、最終的には征服する」ものである。過激派はこの目標を遂げるにあたりしばしば暴力行為に努力を投じているため、より広範なイスラム系の聴衆の間では魅力に欠けていると噂される。ブリジット・ガブリエルの主張によれば、世界イスラム帝国の目標は、イスラム過激派の企ての中心にある。

## 歴史
時間経過に伴い、世界イスラム帝国という概念の起源について様々な歴史家や学者が異なる考えを抱いてきた。観点の一つは2007年の『イスラム帝国主義：とある歴史（Islamic Imperialism: A History）』の中で表現されており、著者エフライム・カーシュはこの概念の起源についての定見を、次のように説明している。
普遍宗教としてイスラムが予想しているのは、全人類がムスリムの支配下で信者または従属集団として生きるという、世界的政治秩序である。この目標を達成するために、自由であり男性であり成人である全てのムスリムは、「アッラーの道において」妥協しない努力やジハードを実行することが責務である。続いてこのことにより、「イスラムの家」（イスラム世界）によってまだ征服されていない世界各地は、永続的な衝突の住居（「戦いの家」 ダール･アルハルブ）ということになる。「戦いの家」は、イスラムの究極的大勝利という唯一の終局を迎えることになっている。